# Euphorbia iharanae
Euphorbia iharanae es una especie fanerógama perteneciente a la familia de las euforbiáceas. Es endémica de Madagascar en la Provincia de Antsiranana.

## Descripción
Es una planta arbustiva con tallo suculento y espinoso. Esta especie poco conocida crece en el distrito de Iharana, cerca de Euphorbia capmanambatoensis. Su área de ocupación y la extensión de su presencia es muy limitada y la especie está amenazada por la actividad humana y su recogida para el mercado hortícola.

## Taxonomía
Euphorbia iharanae fue descrita por Werner Rauh y publicado en Kakteen und andere Sukkulenten 46(9): 221–223. 1995.
Etimología
Euphorbia: nombre genérico que deriva del médico griego del rey Juba II de Mauritania (52 a 50 a. C. - 23), Euphorbus, en su honor – o en alusión a su gran vientre –  ya que usaba médicamente Euphorbia resinifera. En 1753 Carlos Linneo asignó el nombre a todo el género.
iharanae: epíteto geográfico que alude a su localización en el Distrito de Iharana.